# Bahnhof Chengdu
Der Bahnhof Chengdu (chinesisch 成都火车站) ist der wichtigste Bahnhof in der Stadt Chengdu, der Hauptstadt der Provinz Sichuan der Volksrepublik China. Er liegt im Stadtteil Jinniu, nördlich des Zentrums. Bei der U-Bahn Chengdu heißt die Haltestelle Nordbahnhof, nicht zu verwechseln mit dem gleichnamigen Güterbahnhof im Nordosten der Stadt.
Der Bahnhof wurde im Jahr 1952 eröffnet.
Seit 2022 und bis 2026 wird der Bahnhof komplett saniert.

## Verbindungen
Der Bahnhof ist der Ausgangspunkt der Ringbahnstrecke Chengdu in östlicher und westlicher Richtung. Bahnstrecken führen nach Baoji, Chongqing, Dazhou, Dujiangyan, Kunming, Xi’an und Ya’an.
An der U-Bahn-Haltestelle Nordbahnhof kreuzen sich die U-Bahn-Linien 1 und 7.

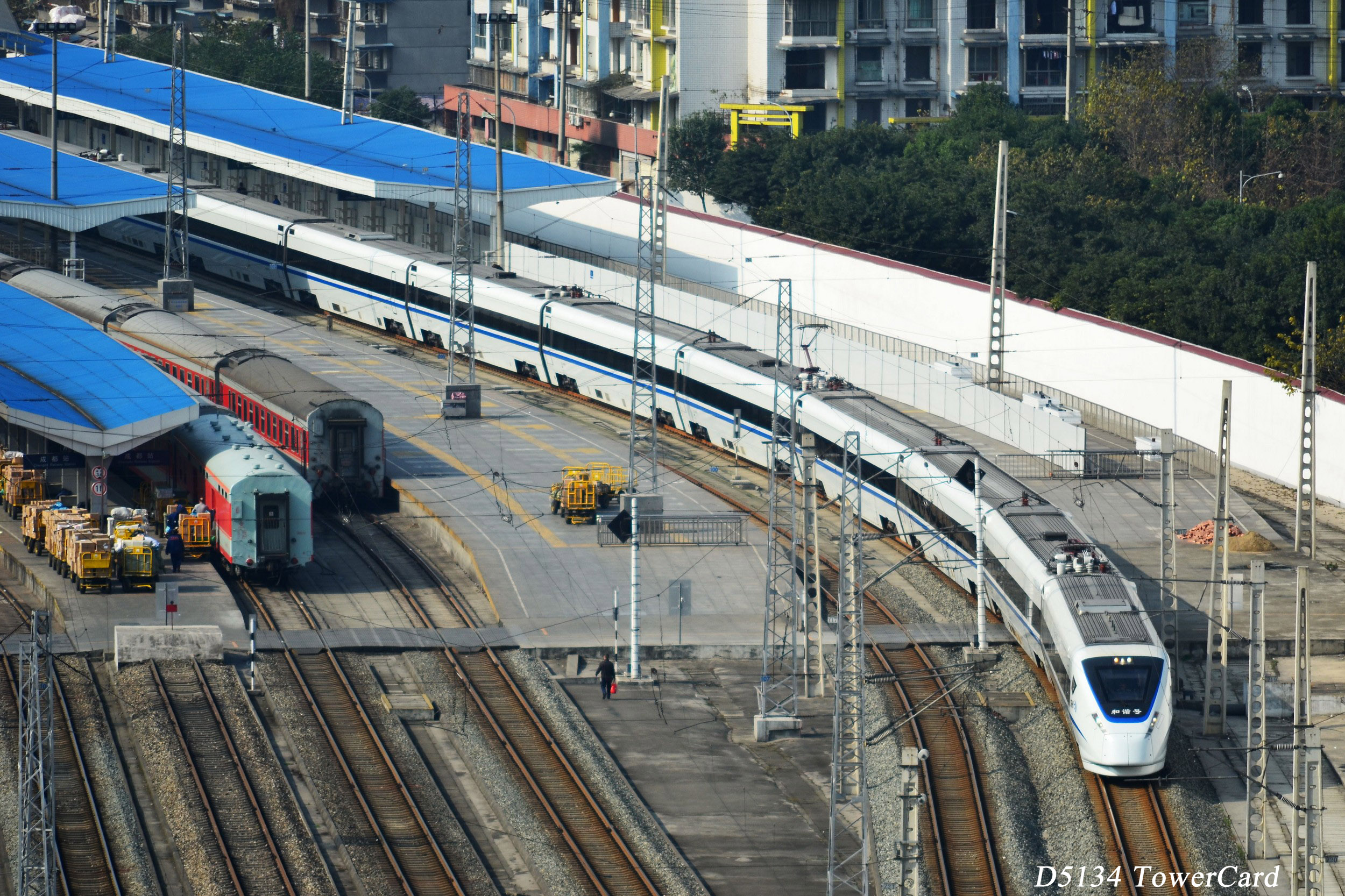
Bahnhof Chengdu von Osten aus gesehen
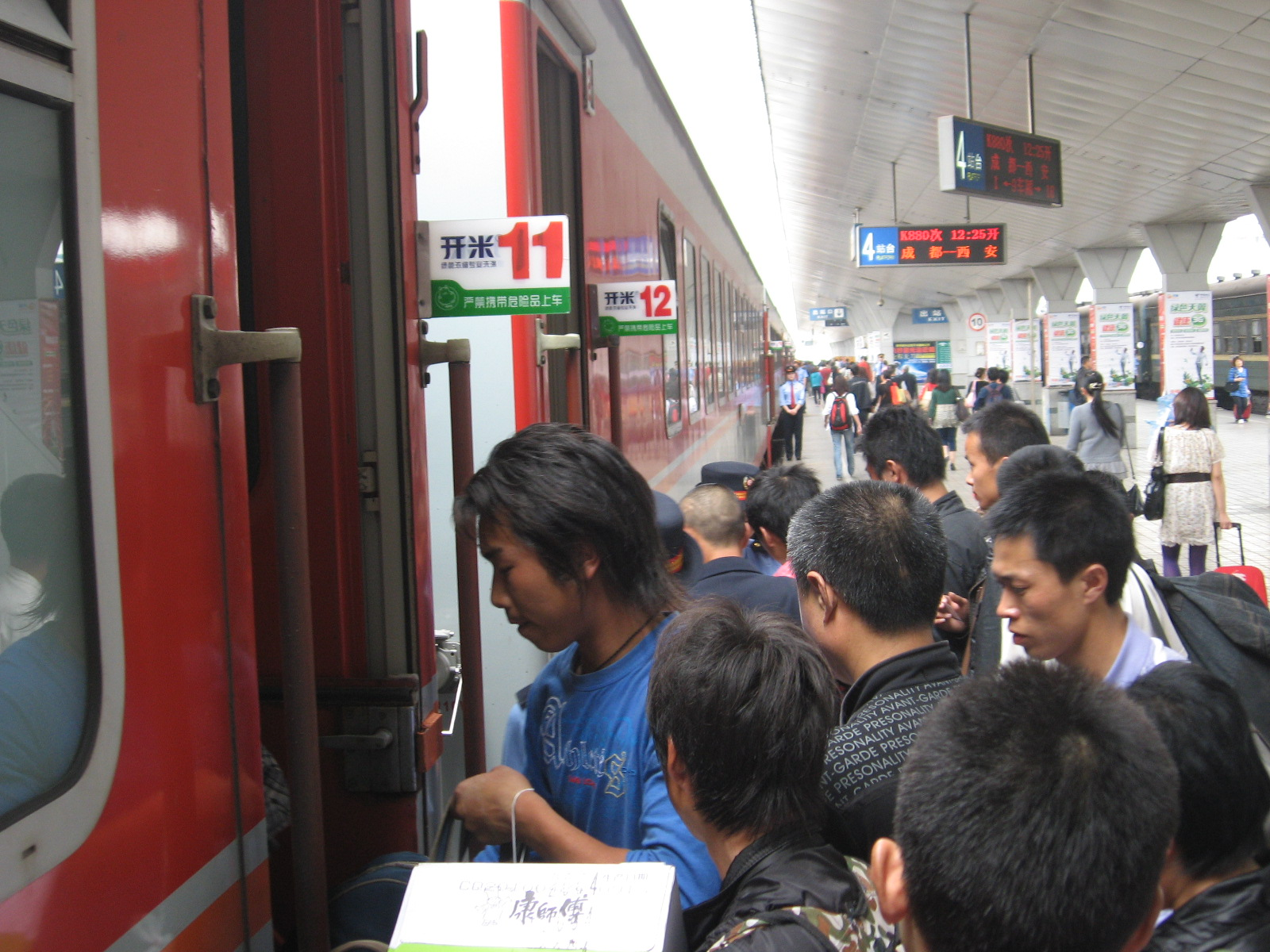
Passagiere beim Einstieg
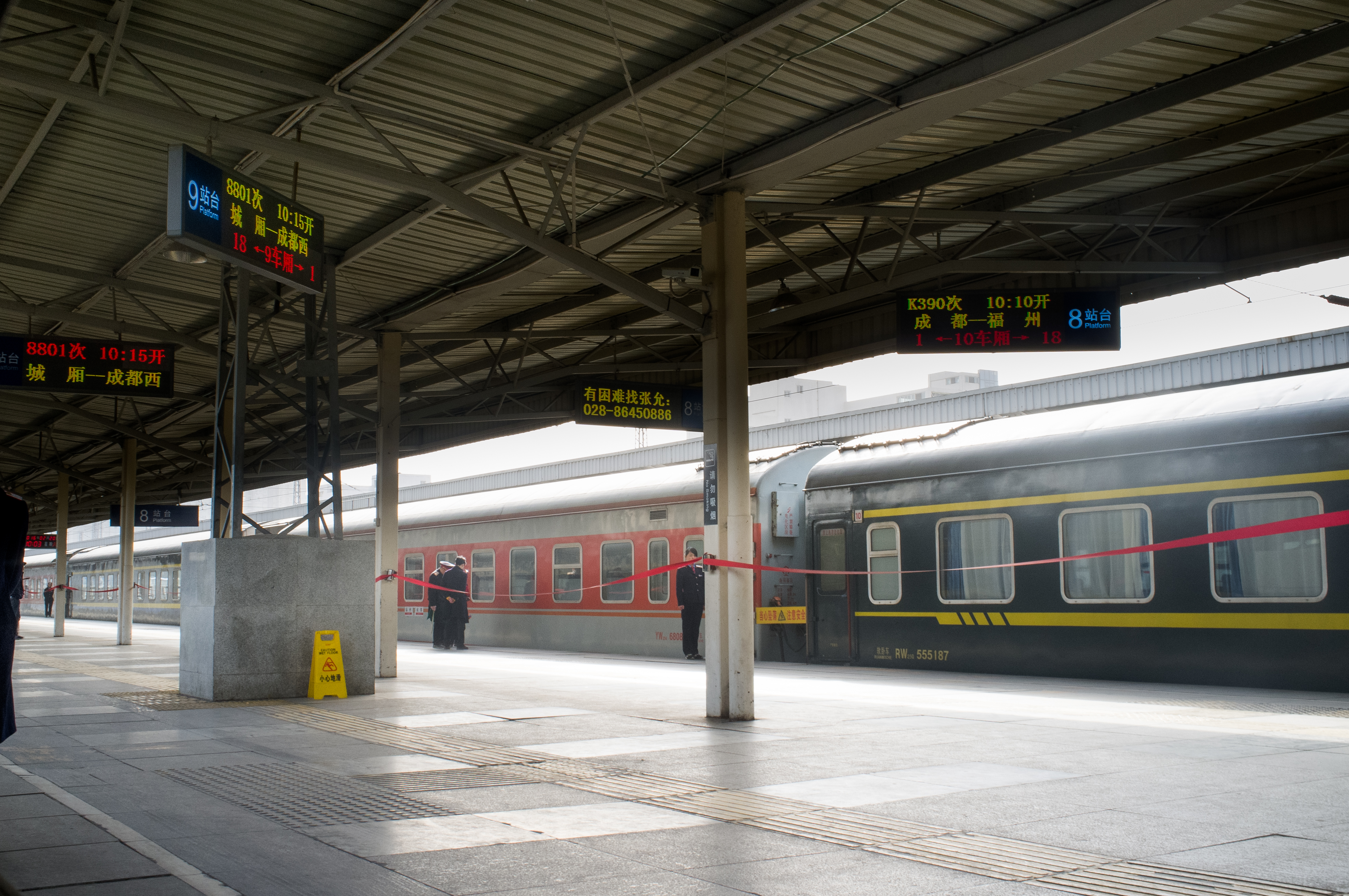
Bahnsteige 9 und 10
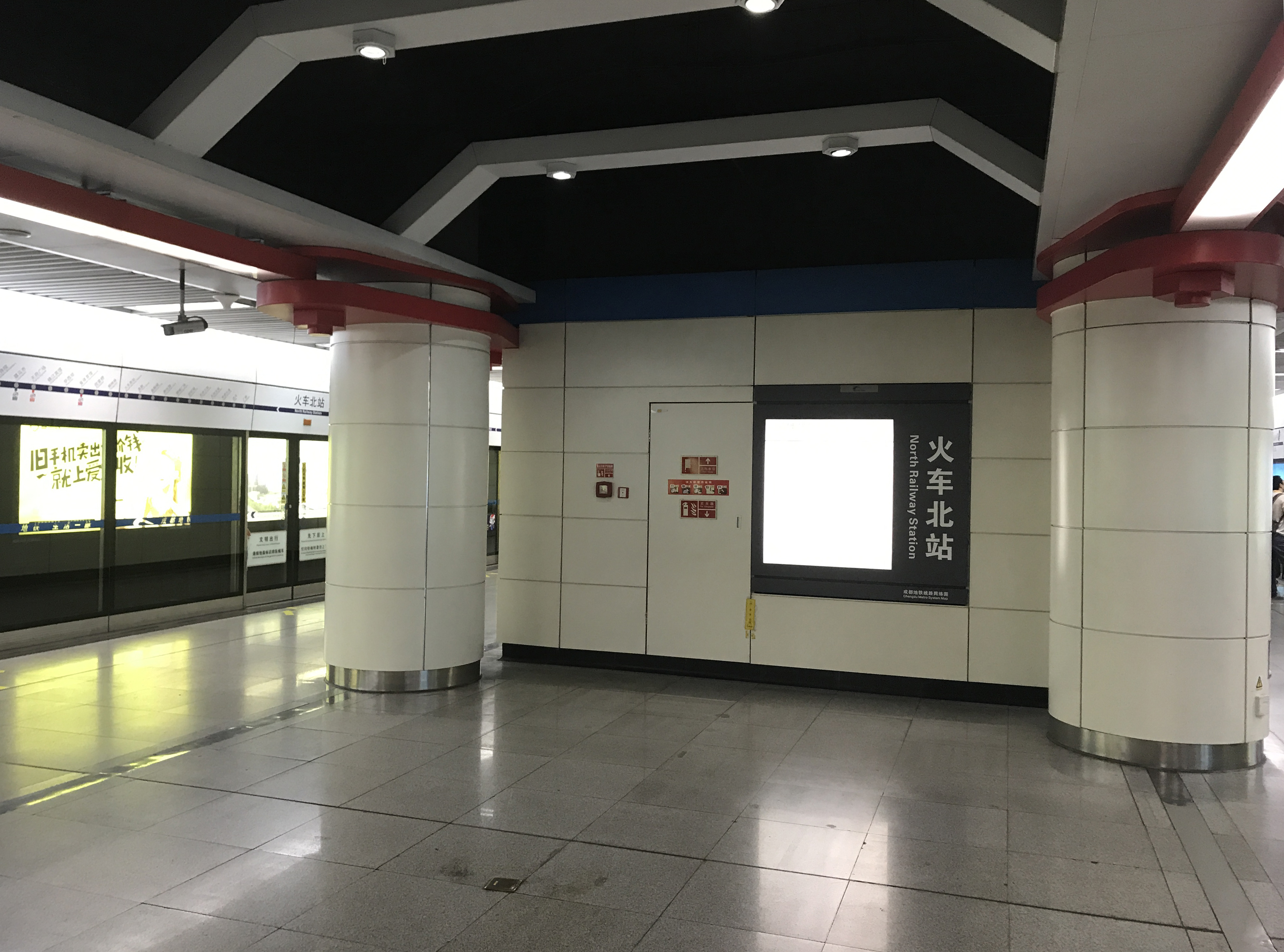
U-Bahnstation Nordbahnhof